# Denuvo
Denuvo is software voor kopieerbeveiliging en digitaal rechtenbeheer die is ontwikkeld door het Oostenrijkse Denuvo Software Solutions GmbH. Men kondigde eind augustus 2018 aan dat het ook antivalsspeelsoftware ging ontwikkelen.

## Beschrijving
Denuvo beperkt de mogelijkheden voor debuggen, reverse-engineering en het wijzigen van bestanden die worden gebruikt door DRM-systemen. Hierdoor kan de software alleen worden uitgevoerd met een legaal verkregen softwarelicentie. Spellen met Denuvo vereisen een online activatie.
Het eerste computerspel dat werd voorzien van Denuvo is FIFA 15. Begin 2018 werd het bedrijf onderdeel van het Nederlandse Irdeto.

## Kritiek
Kritiek die op de software wordt gegeven is dat het zorgt voor verminderde prestaties en langere laadtijden voor sommige computerspellen, met name op oudere computers.
Zo kreeg op 14 maart 2020 het spel Doom Eternal een patch waarbij Denuvo werd geactiveerd in de pc-versie om zo valsspelen in het multiplayergedeelte tegen te gaan. Het leidde tot vele boze reacties van spelers. Als gevolg hierop verwijderde id Software de controversiële antivalsspeelsoftware.

## Lijst met spellen
Een selectie van computerspellen waarbij Denuvo is geïmplementeerd:
- FIFA 15
- Dragon Age: Inquisition
- Lords of the Fallen
- Just Cause 3
- South Park: The Fractured but Whole
- Middle-earth: Shadow of War
- Total War: Warhammer 2
- FIFA 18
- Assassin's Creed Origins
- Hitman 2
- Final Fantasy XV
- Rise of the Tomb Raider
- Metro Exodus
- Devil May Cry 5
- Resident Evil 2
- Far Cry New Dawn
- Football Manager 2019
- Soul Calibur 6
- Two Point Hospital
- Resident Evil 7: Biohazard
- Wolfenstein: Youngblood
- Ace Combat 7
- Rage 2
- Tekken 7
- Sonic Mania Plus
- Doom Eternal
- Resident Evil Village
- Dragon's Dogma II